# (200059) 2008 QZ7
(200059) 2008 QZ7 es un asteroide perteneciente al cinturón de asteroides, descubierto el 25 de agosto de 2008 por el equipo del Observatorio Astronómico de Mallorca desde el Observatorio Astronómico de La Sagra, Puebla de Don Fadrique (Granada), España.

## Designación y nombre
Designado provisionalmente como 2008 QZ7.

## Características orbitales
2008 QZ7 está situado a una distancia media del Sol de 2,624 ua, pudiendo alejarse hasta 2,972 ua y acercarse hasta 2,277 ua. Su excentricidad es 0,132 y la inclinación orbital 11,94 grados. Emplea 1553,28 días en completar una órbita alrededor del Sol.

## Características físicas
La magnitud absoluta de 2008 QZ7 es 16,2.